# Фиумичело Вила Вичентина
Фиумичѐло Вѝла Вичентѝна (на италиански: Fiumicello Villa Vicentina; на фриулски: Fiumisel Vile Visentine, Фиумисел Виле Висентине) е община в Северна Италия, провинция Удине, регион Фриули-Венеция Джулия. Административен център на общината е село Сан Валентино (San Valentino), което е разположено на 6 m надморска височина. Населението на общината е 6273 души (към 2018 г.).
Общината е създадена в 1 януари 2018 г. Тя се състои от предшествуващите общини Фиумичело и Вила Вичентина.